# Erzbistum Lilongwe
Das Erzbistum Lilongwe (lat.: Archidioecesis Lilongvensis) ist eine in Malawi gelegene römisch-katholische Erzdiözese mit Sitz in Lilongwe. 

## Geschichte
Das Erzbistum Lilongwe wurde am 31. Juli 1889 durch Papst Leo XIII. aus Gebietsabtretungen des Apostolischen Vikariates Tanganjika als Apostolische Präfektur Nyassa errichtet.
Die Apostolische Präfektur Nyassa wurde am 12. Februar 1897 durch Leo XIII. zum Apostolischen Vikariat erhoben. Am 3. Dezember 1903 gab das Apostolische Vikariat Nyassa Teile seines Territoriums zur Gründung der Apostolischen Präfektur Shiré ab. Weitere Gebietsabtretungen erfolgten am 28. Januar 1913 zur Gründung des Apostolischen Vikariates Bangueolo, am 1. Juli 1937 zur Gründung der Apostolischen Präfektur Fort Jameson und am 8. Mai 1947 zur Gründung der Apostolischen Präfektur Nord-Nyassa. Am 12. Juli 1951 wurde das Apostolische Vikariat Nyassa in Apostolisches Vikariat Likuni nach seinem damaligen Sitz in Likuni (heute ein westlicher Vorort von Lilongwe) umbenannt. Das Apostolische Vikariat Likuni gab am 29. April 1956 Teile seines Territoriums zur Gründung des Apostolischen Vikariates Dedza ab. Am 20. Juni 1958 wurde das Apostolische Vikariat Likuni in Apostolisches Vikariat Lilongwe umbenannt.
Am 25. April 1959 wurde das Apostolische Vikariat Lilongwe durch Papst Johannes XXIII. mit der Apostolischen Konstitution Cum christiana fides zum Bistum erhoben und dem Erzbistum Blantyre als Suffraganbistum unterstellt. Das Bistum Lilongwe wurde am 9. Februar 2011 durch Papst Benedikt XVI. mit der Apostolischen Konstitution Quotiescumque zum Erzbistum erhoben.

## Ordinarien

### Apostolische Vikare von Nyassa
- Joseph-Marie-Stanislas Dupont MAfr, 1897–1911
- Mathurin Guillemé MAfr, 1911–1934
- Joseph Ansgarius Julien MAfr, 1934–1950

### Apostolische Vikare von Likuni
- Joseph Fady MAfr, 1951–1958

### Apostolische Vikare von Lilongwe
- Joseph Fady MAfr, 1958–1959

### Bischöfe von Lilongwe
- Joseph Fady MAfr, 1959–1972
- Patrick Augustine Kalilombe MAfr, 1972–1979
- Matthias Chimole, 1979–1994
- Tarcisius Gervazio Ziyaye, 1994–2001, dann Erzbischof von Blantyre
- Felix Eugenio Mkhori, 2001–2007
- Rémi Sainte-Marie MAfr, 2007–2011

### Erzbischöfe von Lilongwe
- Rémi Joseph Gustave Sainte-Marie MAfr, 2011–2013
- Tarcisius Gervazio Ziyaye, 2013–2020
- George Desmond Tambala OCD, seit 2021